# 콜럼버스의 날
크리스토퍼 콜럼버스는 1492년 8월 3일 항해를 시작해 같은 해 10월 12일에 현재의 바하마 제도(諸島)에 있는 산살바도르섬(추정)에 도착함으로써 처음으로 아메리카 대륙에 발을 딛었다. 미국과 중앙아메리카 일부 국가에서는 이 날을 아메리카 대륙을 발견한 날이라 하여 매년 10월 12일을 콜럼버스의 날로 정해 기념한다.
특히 미국에서는 10월의 두 번째 월요일을 국경일로 지정해 신대륙 미국의 건국과 번영에 헌신한 이탈리아계(系) 미국인들의 공헌에 감사하고, 이들의 희생을 기리는 행사를 한다.
그러나 베네수엘라를 비롯한 일부 중앙아메리카 국가들은 '콜럼버스가 아메리카 대륙에 상륙한 이래 150년 동안 1억 명에 달하던 원주민들이 300만 명으로 줄어들었는데, 이 모두가 콜럼버스의 아메리카 상륙에서 비롯되었다.'고 주장한다. '따라서 콜럼버스는 인류 역사상 가장 큰  학살을 촉발한 침략자이지 존경할 만한 대상이 아니기 때문에 이 날을 '원주민 저항의 날'로 바꾸자.'는 움직임도 일고 있다.

## 미국의 기념일
콜럼버스의 날은 1906년에 콜로라도주의 공식 휴일이었으며 1934년에 연방 휴일로 지정되었다. 하지만 미국인들은 콜럼버스의 항해를 식민지 시대부터 기념일로 여겼다. 1792년 뉴욕을 비롯한 미국내 다른 도시에서는 콜럼버스의 아메리카대륙 상륙 이후 300주년 기념을 자축했다. 1892년 벤자민 해리슨 대통령은 시민들에게 콜럼버스의 날 400주년 기념일을 축하하도록 강조했다. 400주년 기념일에 교사, 성직자, 시인, 정치가들은 콜럼버스의 날 기념일을 통해 사람들에게 애국심을 불러일으켰다. 이러한 애국적 행사는 국가에 대한 충성, 시민권 행사, 사회 발전 축하 등을 위한 방향으로 많이 행해졌다.
19세기 중반 로마 가톨릭 이민자들이 미국으로 들어오면서 쿠 클럭스 클랜(Ku Klux Klan)과 같은 이민을 반대하는 단체가 생겨났다. 이민 반대 시위에 대항한 많은 미국 이민자들과 마찬가지로 가톨릭 이민자들은 이민에 대한 차별에 대항 할 수 있도록 조직을 형성하였으며 반이민 시위에 투쟁하는 동료 이민자들을 지원했다. 조직명은 콜럼버스 기사단(Knights of Columbus)이었다. 이러한 이름을 선택하게 된 동기는 크리스토퍼 콜럼버스가 가톨릭 신자였고 이민자의 시민권을 상징하고 있다고 보았기 때문이다.
일부 이탈리아계 미국인은 1866년 10월 12일 뉴욕시에서 콜럼버스의 날을 축제일이라고 주장하였다. 처음에 콜럼비아의 날은 덴버(Davner)에서 이탈리아계 이민자 1세 안젤로 노스(Angelo Noce)의 로비 활동을 통해 미국의 공휴일로 유명해졌다. 1905년 콜럼버스의 날은 맥도날드 제시(Jesse F. McDonald) 콜로라도 주지사의 공식 선언으로 공휴일로 지정되었고 1907년에는 토요일 또한 공휴일로 지정되었다. 샌프란시스코(San Fransico)는 1869년부터 이탈리안계 미국인 들이 기념해왔고 콜럼버스의 날에 대해 두 번째로 기 역사를 갖고 있다. 1934년 콜럼버스 기사단(Knights of Columbus), 민중, 루즈벨트 대통령의 로비 활동을 계기로 같은 해 10월 12일 '콜럼버스의 날'이란 명칭으로 공식 연방 공휴일로 지정되었다..
1971년부터 콜럼버스의 날은 10월 둘째 주 월요일로 변경이 되었으며 우연히 캐나다의 추수 감사절과 같은 날이 되었다.
현재 은행, 채권 시장, 우체국, 연방 조직, 대부분의 정부 사무실, 학교는 콜럼버스의 날에 쉰다. 하지만 대부분의 사기업 및 증권 거래소는 쉬지 않으며 미국내 몇몇 주는 공휴일로 준수 하지 않고 있다.

## 비판
베네수엘라 우고 차베스 대통령은 '콜럼버스가 1492년 아메리카 대륙에 발을 디딘 것이 “150년간 계속된 인종 학살”을 촉발했다.'며, "중남미 사람들에게 ‘콜럼버스의 날’을 기념하지 말라."고 촉구하면서 '콜럼버스의 날'을 정면적으로 비판하였다. 그는 미국과 중남미의 몇몇 나라에서 공휴일로 기념하는 ‘콜럼버스의 날’인 10월 12일을 '원주민 저항의 날'로 바꾸는 대통령령을 2002년에 내린 바 있다.

## 같이 보기
- 대항해시대
- 스페인 제국
- 랑스 오 메도즈
- 유엔 스페인어의 날
- 1893년 만국 박람회